# Charles Henri d'Estaing
Jean-Baptiste Charles Henri Hector Arthur Alfred, conte d'Estaing (Château de Ravel, 24 novembre 1729 – Parigi, 28 aprile 1794), è stato un ammiraglio e generale francese.

## Biografia
Era il secondo figlio di Charles-Francois d'Argelliers, marchese di Saillant e di Marie Henriette Colbert de Maulevrier, pronipote di Jean-Baptiste Colbert.
Entrato nell'esercito reale francese e raggiunto il grado di colonnello di fanteria, partecipò alle battaglie di Roucoux e Lauffeldt, quindi accompagnò il generale conte Thomas-Arthur de Lally nelle Indie orientali nel 1757, raggiungendo il grado di brigadier generale.
Nel 1759 fu fatto prigioniero dagli inglesi durante l'assedio di Madras ma rilasciato poco tempo dopo; rientrato al servizio della Compagnia francese delle Indie orientali ebbe ordine da Dupleix di distruggere le basi britanniche a Sumatra e nel Golfo Persico, imprese che riuscì magnificamente a portare a termine.
Nel 1760 ricadde nelle mani degli inglesi e fu incarcerato a Portsmouth fino al 1763, quando fu rilasciato. Nel 1777 raggiunse i gradi di tenente generale e viceammiraglio.
Un anno dopo lasciò il porto militare di Tolone al comando di una flotta di dodici navi di linea e quattordici fregate con l'incarico di prestare assistenza alle colonie americani nella guerra contro gli inglesi. Partito il 12 aprile riuscì fra l'11 e il 22 luglio a tenere bloccata la flotta inglese di Lord Howe a Sandy Hooke, all'entrata della baia di New York, ma non osò attaccarlo, sebbene in superiorità numerica, in quanto le sue navi non riuscirono a passare sui banchi di sabbia.
In cooperazione coi generali americani nell'agosto 1778 pianificò un attacco alla base inglese di Rhode Island, costringendo gli inglesi a distruggere alcuni vascelli alla fonda. Prima che il previsto attacco avesse luogo prese il mare contro la flotta comandata da Lord Howe, ma, a causa di una violenta tempesta che si scatenò improvvisamente e separò le due flotte prima che ingaggiassero battaglia, molte delle sue navi furono costrette a far vela su Boston per le riparazioni.
Fece quindi vela per le Indie occidentali il 4 novembre. Dopo un debole tentativo di riconquistare Saint Lucia in mano all'ammiraglio Barrington, catturò Saint Vincent e Grenada.
Il 6 luglio 1779 combatté la battaglia di Grenada contro l'ammiraglio Byron, che si ritirò a Saint Kitts. Sebbene superiore in forze, d'Estaing non attaccò gli inglesi in rada ma fece vela per attaccare Savannah.
Savannah fu assediata da francesi e americani dal 16 settembre al 18 ottobre 1779; il 9 ottobre fallì un assalto in grande stile: durante l'attacco il conte polacco Kazimierz Pułaski, che combatteva per la causa americana, venne mortalmente ferito. Col fallimento dell'assedio gli inglesi mantennero il controllo della costa della Georgia sino alla fine della guerra.
Tornò in Francia nel 1780, ma cadde in disgrazia presso la corte, e fu oggetto di aspre critiche dai subordinati. Tre anni dopo, tuttavia, fu posto a capo della flotta franco-spagnola radunata di fronte a Cadice, ma venne siglata la pace e l'operazione non ebbe luogo.
Da allora la sua attenzione fu rivolta alla politica. Creato Grande di Spagna, nel 1787 venne nominato all'Assemblée des notables. Allo scoppio della Rivoluzione francese d'Estaing abbracciò le nuove idee. Nel 1789 fu chiamato nella Guardia Nazionale a Versailles e nel gennaio 1792 ebbe il titolo di ammiraglio di Francia.
Sebbene a favore di una riforma nazionale, rimase leale alla famiglia reale, e nel processo a Maria Antonietta del 1793, testimoniò a suo favore. Per questo motivo, e a causa di uno scambio di lettere amichevoli fra lui e la regina, venne processato a sua volta, con l'accusa di essere un reazionario. Fu condannato alla ghigliottina il 28 aprile 1794. Prima dell'esecuzione esclamò: «Quando la mia testa sarà caduta portatela agli inglesi, ve la pagheranno bene!»